# Tachina glabrata
Tachina glabrata är en tvåvingeart som beskrevs av Johann Wilhelm Meigen 1824. Tachina glabrata ingår i släktet Tachina och familjen parasitflugor. Inga underarter finns listade i Catalogue of Life.